# Popillia merkli
Popillia merkli är en skalbaggsart som beskrevs av Limbourg 2008. Popillia merkli ingår i släktet Popillia och familjen Rutelidae. Inga underarter finns listade i Catalogue of Life.